# كريس ماغيري
كريس ماغيري (بالإنجليزية: Chris Maguire) (16 يناير 1989 في المملكة المتحدة - ) هو لاعب كرة قدم بريطاني في مركز الهجوم. شارك مع منتخب اسكتلندا تحت 16 سنة لكرة القدم ومنتخب اسكتلندا تحت 19 سنة لكرة القدم ومنتخب اسكتلندا تحت 21 سنة لكرة القدم ومنتخب اسكتلندا لكرة القدم. أما مع النوادي، فقد لعب مع أكسفورد يونايتد وديربي كاونتي وشيفيلد وينزداي وكوفنتري سيتي ونادي أبردين ونادي بورتسموث ونادي روذرهام يونايتد ونادي كيلمارنوك.

## مسيرته الكروية
لعب كريس ماغيري خلال مسيرته الاحترافية مع 9 أندية في ثمانية عشر موسمًا وسجل خلالها 79 هدفًا ضمن 408 مباراة. ولم يفز بأي موسم بالكأس أو بالدوري.
خاض كريس ماغيري مسيرته مع نادي أبردين في موسم 2005–06 في المرة الأولى ليلعب معه خمسة مواسم ثم في موسم 2010–11 لمدة موسم واحد، مشاركًا طوالها في 131 مباراة سجل خلالها 16 هدفًا. ثم انتقل إلى نادي كيلمارنوك في موسم 2009–10 لمدة موسم واحد، حيث شارك في 14 مباراة سجل خلالها 4 أهداف. لينتقل بعدها إلى نادي بورتسموث في موسم 2011–12 لمدة موسم واحد، مشاركًا في 11 مباراة سجل خلالها 3 أهداف. ثم انتقل إلى نادي شيفيلد وينزداي في موسم 2012–13 واستمر معه طيلة ثلاثة مواسم، مشاركًا في 76 مباراة سجل خلالها 18 هدفًا. هذا وانتقل لاحقًا إلى نادي أكسفورد يونايتد في موسم 2015–16 ولمدة موسمين، مشاركًا في 63 مباراة سجل خلالها 18 هدفًا أيضًا. ثم انتقل بعدها إلى نادي بوري في موسم 2017–18 لمدة موسم واحد، مشاركًا في 24 مباراة سجل خلالها هدفين. ليعود وينتقل من جديد، لكن هذه المرة إلى نادي سندرلاند في موسم 2018–19 ولمدة موسمين، مشاركًا في 68 مباراة سجل خلالها 17 هدفًا.

## وصلات خارجية
- كريس ماغيري على موقع الاتحاد الإسكتلندي (الإنجليزية)
- كريس ماغيري على موقع قاعدة بيانات كرة القدم.إي يو (الإنجليزية)
- كريس ماغيري على موقع ناشيونال فوتبول تيمز (الإنجليزية)
- كريس ماغيري على موقع Soccerbase.com (لاعب) (الإنجليزية)